# 媒體馬戲團

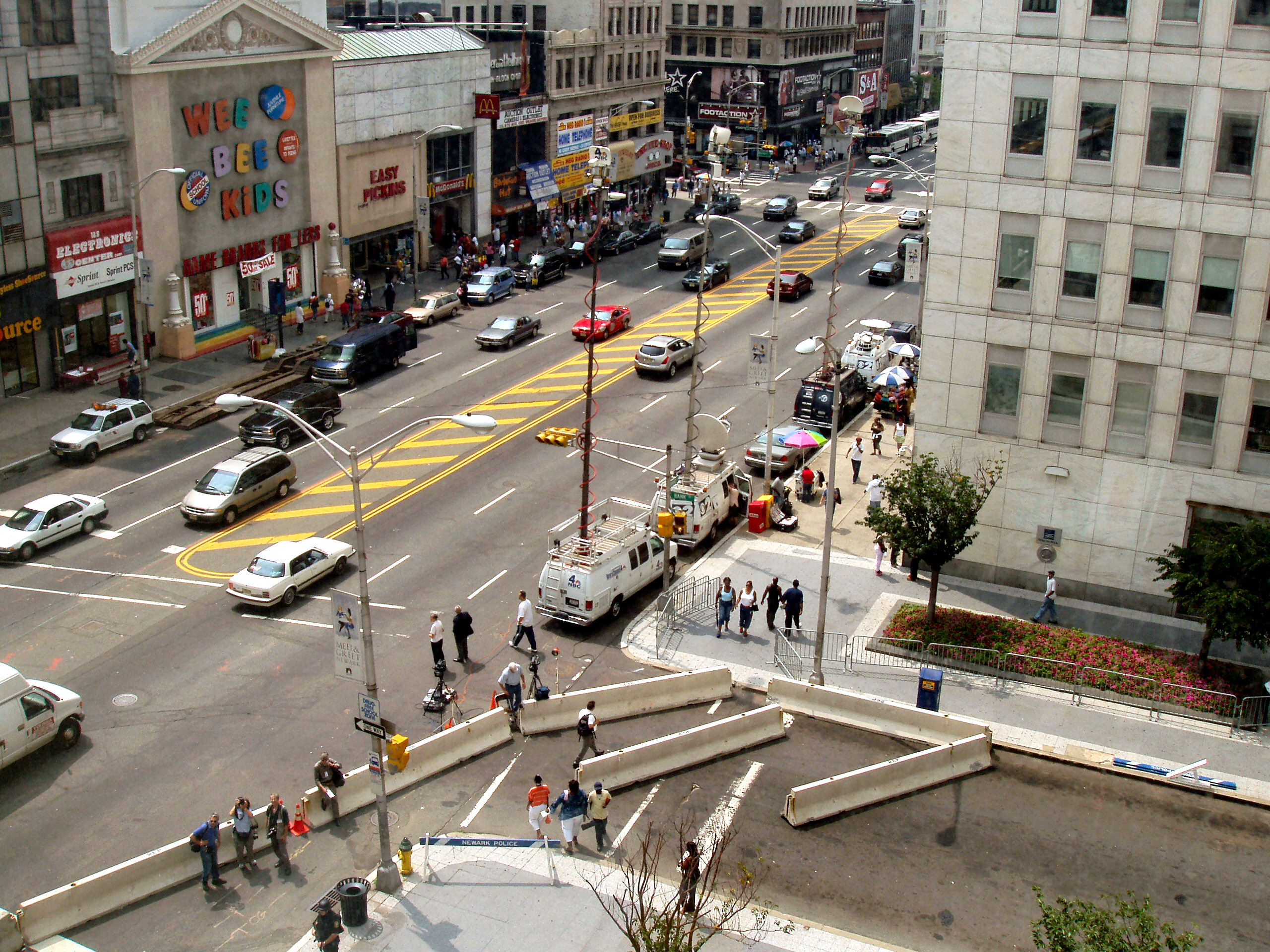
在2004年8月，一名恐怖份子對紐澤西州纽瓦克的保德信金融集團總部大樓和紐約市其它建築物的威脅的證據的消息公布後，新聞媒體衛星上行線路卡車與攝影記者聚集在其門外。

媒體馬戲團（英語：Media circus）是一個口語的隱喻或慣用語，用來描述媒體在被報導事件的報導範圍超出比例的新聞事件，例如在現場的記者數量，新聞媒體刊登或播出的數量，和媒體的炒作程度。此用語是透過與馬戲團相比的方法來批判媒體，通常是負面的，且被認為是反對如實觀察的慣用語。在1970年代時，該用語被用作這種意思已很普遍。

## 歷史
儘管構想更為古早，術語「媒體馬戲團」大約在1970年代中期時開始出現。林恩·哈尼（Lynn Haney）在1976年寫的書是一個早期的例子，她寫了有關運動員的愛情故事：「畢竟，他們的戀愛，一直都是『媒體馬戲團』」。幾年後，《華盛頓郵報》也有刊登一個類似的戀愛例子，「王妃仍然因為她在1956年嫁給蘭尼埃親王的婚禮成為了『媒體馬戲團』而精神受創」。自1970年代以來，隨著時間的推移，這個詞已經越來越受歡迎。
成為批判媒體的原因，因使用的人而異。然而，大多數批評的核心是當其它更重要的新聞議題因為報導炒作議題而得到較少的公眾關注時，將會產生顯著的機會成本。
媒體馬戲團在1951年的電影「倒扣的王牌」中成了重要的劇情手段，該電影是關於一名自私的記者報導了一場礦坑災難，使得一個人受困而死在地底下。這部電影冷嘲熱諷地探討了媒體和他們所報導的新聞之間的關係。該電影後來被以「盛大的狂歡節（The Big Carnival）」之名重新發表，其中「狂歡節（carnival）」在當時是指「馬戲團（circus）」。

## 事例
被描述成是媒體馬戲團的事件包括：

### 英國
- 杰德·古迪（英语：Jade Goody）的一生、死亡和葬禮[5]。
- 世界新聞報電話竊聽醜聞。往往掩蓋了對利比亞／敘利亞內戰和2011年非洲之角飢荒的報導[6]。

### 美國

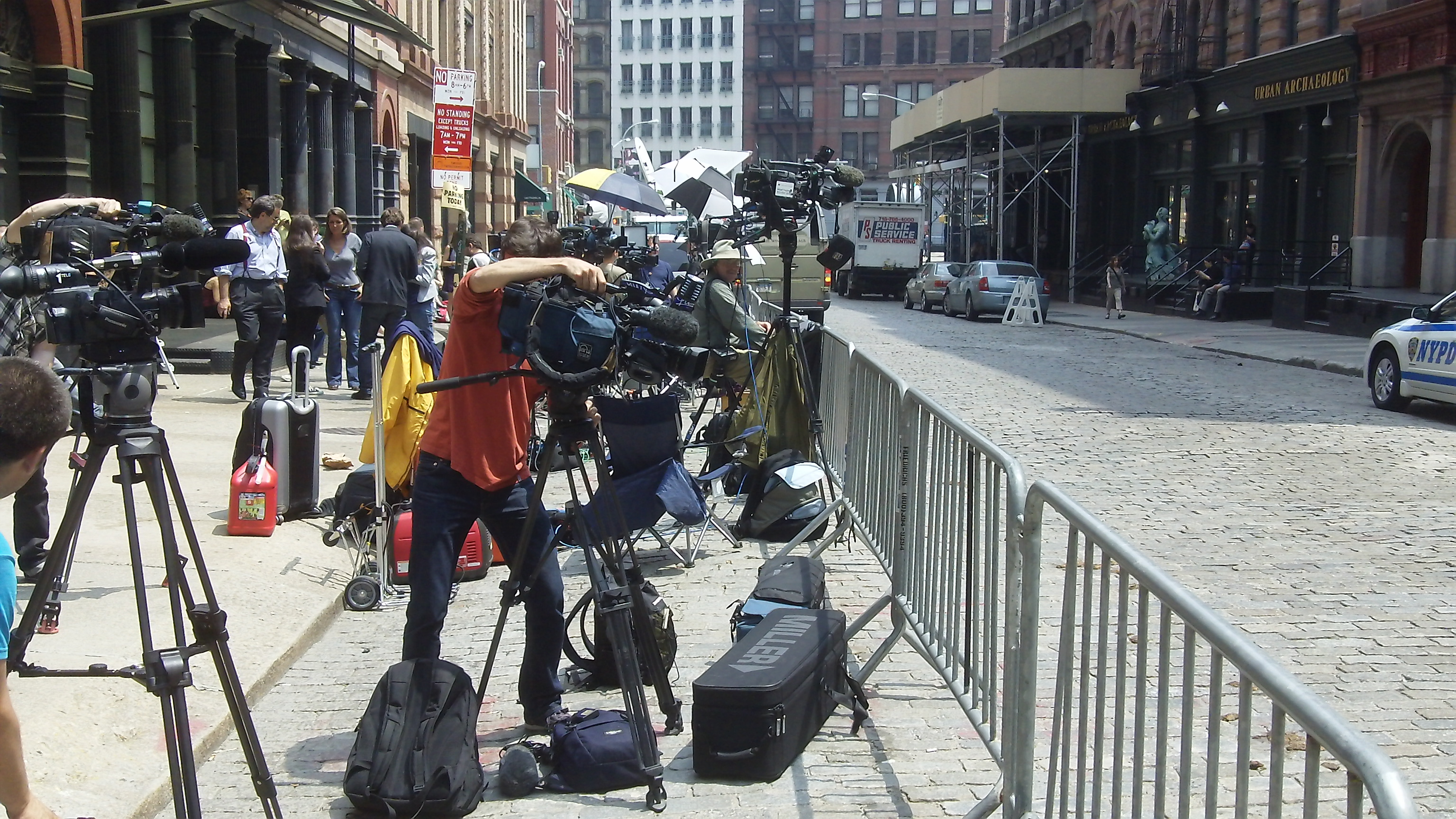
2011年5月26日在史特勞斯-卡恩公寓門前的照相機和記者

- 大衛·格爾曼（David Gelman）、彼得·格林伯格（Peter Greenberg）等人，在1977年1月31日的《新聞周刊》中說：「在布魯克林出生的攝影記者和電影製作人勞倫斯·席勒（Lawrence Schiller）設法讓自己成為在猶他州的加里·吉爾摩（英语：Gary Gilmore）的死刑執行的唯一一個見證人......在吉爾摩事件中，當富有經驗的新聞記者們爭先恐後地闖入他們要報導的地方時，他就像是媒體馬戲團的表演指導者」[7]。
- '96年的暴風雪（英语：North American blizzard of 1996）。「......這場暴風雪......被媒體過度炒作，就像O. J.辛普森謀殺案被炒作成是『世紀審判（英语：Trial of the century）』一樣」[8]。
- 的審判（2004）。「面無表情的史都華在切出路徑通過媒體馬戲團時，從來都沒有偏離她的步伐」[9]。
- 凱西·安東尼的謀殺案審判（2011）。福特（Ford）觀察到「又再一次，無情的媒體報導在很大程度上滿足了對案件的迷戀」[10][11][12][13]。
- 特雷沃恩·馬丁槍擊案（2012）。艾里克·迪根斯（Eric Deggans）寫道「這裡又輪到媒體馬戲團絕對骯髒的回合」[14]。
- 特拉維斯·亞歷山大謀殺案（英语：Murder of Travis Alexander）（2013），喬迪·阿里亞斯（Jodi Arias）被判犯有一級謀殺案[15][16][17][18][19][20]。

### 阿魯巴
- 娜塔莉·霍洛威的消失和假定死亡[21]。

### 澳洲
- 比肯斯菲爾德礦坑塌陷（英语：Beaconsfield Mine collapse）[22]。
- 2009年澳洲對印度人使用暴力爭議事件（英语：Violence against Indians in Australia controversy）[23]。

### 巴西
- 伊莎貝拉·納多尼謀殺案（英语：Isabella Nardoni case）[24]。

### 智利
- 2010年科皮亞波礦難[25][26][27]。

### 義大利
- 阿曼達·諾克斯（被判犯有梅雷迪思·克爾徹謀殺案（英语：murder of Meredith Kercher），這項定罪後來遭到推翻）[28]。

### 秘鲁
- 约兰·范德斯洛特和史蒂芬妮·弗洛雷斯·拉米雷斯（Stephany Flores Ramírez）的死亡[29]。